# Siegfried Kessler (Fußballspieler)
Siegfried Kessler (* 29. März 1941 in Karlsruhe-Durlach; † 7. Februar 2013) war ein deutscher Fußballspieler. Der Torhüter spielte von 1965 bis 1977 für den Karlsruher SC und absolvierte 64 Bundesliga- sowie 75 Regionalliga- bzw. Zweitligaspiele.

## Laufbahn
| Saison                                                                | Liga1 | Einsätze2 |
| --------------------------------------------------------------------- | ----- | --------- |
| 1965/66                                                               | BL    | 6         |
| 1966/67                                                               | BL    | 33        |
| 1967/68                                                               | BL    | 13        |
| 1968/69                                                               | RL    | 33        |
| 1969/70                                                               | RL    | 13        |
| 1970/71                                                               | RL    | 0         |
| 1971/72                                                               | RL    | 21        |
| 1972/73                                                               | RL    | 7         |
| 1974/75                                                               | 2L    | 1         |
| 1975/76                                                               | BL    | 12        |
| 1976/77                                                               | BL    | 0         |
| 1 BL=Bundesliga 0 RL=Regionalliga 0 2L=2. Bundesliga 2 nur Ligaspiele |       |           |

Der gebürtige Durlacher wechselte während der Saison 1965/66 von seinem Heimatverein SpVgg Durlach-Aue in den Karlsruher Wildpark, nachdem KSC-Trainer Werner Roth auf ihn aufmerksam geworden war. Im ersten Jahr spielte er zunächst bei den Amateuren, kam aber in der Rückrunde zu ersten Einsätzen in der Lizenzspielermannschaft. Der abstiegsgefährdete Bundesligist hatte am 28. Spieltag beim Meidericher SV eine saftige 2:8-Niederlage hinnehmen müssen, und in der Woche darauf stand im DFB-Pokal das Viertelfinalspiel gegen den gleichen Gegner an. Trainer Roth entschloss sich, den jungen Siegfried Kessler anstelle des Stammtorhüters Manfred Paul aufzubieten. Kessler nutzte seine Chance und lieferte bei seinem Debüt in der Lizenzspielermannschaft am 7. April 1966 eine tadellose Leistung ab; nur durch eine umstrittene Elfmeterentscheidung ging das Spiel im Wedaustadion mit 0:1 verloren. Aufgrund seiner Leistungen – auch die Presse lobte ausdrücklich die Sicherheit und das gute Stellungsspiel Kesslers – stand er auch in den verbleibenden letzten sechs Spielen der Bundesligarunde im Tor. Der KSC beendete die Saison als 16. der Tabelle und konnte, da seinerzeit nur die beiden Letzten abstiegen, die Klasse halten.
Manfred Paul verließ nach dieser Saison den Verein, so dass Kessler für die folgende Spielzeit 1966/67 als unumstrittene Nummer 1 gesetzt war und 33 der 34 Ligaspiele absolvierte. Der KSC lag jedoch vom 4. Spieltag an auf dem letzten Tabellenplatz, so dass Trainer Werner Roth im November 1966 entlassen und durch Paul Frantz ersetzt wurde. Unter seiner Regie verbesserte sich die sportliche Situation allmählich, der KSC erreichte am Saisonende noch Platz 13 und konnte so erneut die Klasse halten. Zu den Neuverpflichtungen des Karlsruher SC zur Saison 1967/68 gehörte auch ein junger Torhüter: Jürgen Rynio vom West-Regionalligisten Eintracht Gelsenkirchen. Nach zwei 0:2-Niederlagen gegen Nürnberg und Duisburg zu Rundenbeginn verdrängte das Nachwuchstalent den erfahreneren Siegfried Kessler zunächst. Erst in der Rückrunde, als die Badener mit Rynio im Tor in zwei aufeinanderfolgenden Auswärtsspielen in Dortmund und Köln ein 0:5 bzw. 0:4 wegstecken mussten, kehrte Kessler ins KSC-Tor zurück. Die Mannschaft lag zu diesem Zeitpunkt bereits auf dem letzten Tabellenplatz und auch mehrere Trainerwechsel in der Rückrunde konnten den erstmaligen Abstieg aus der Bundesliga nicht verhindern.
Rynio ging nach dem Abstieg der Karlsruher nach Nürnberg, Kessler hingegen blieb. Erneut war er nun für eine Saison Stammtorhüter, wenn auch nur in der zweitklassigen Regionalliga Süd. Unter dem neu verpflichteten Trainer Kurt Baluses erreichte der Absteiger gleich in der ersten Regionalligasaison 1968/69 die Meisterschaft, scheiterte aber in der Aufstiegsrunde zur Bundesliga. Als Verstärkungen zur Saison 1969/70 holte Baluses unter anderen auch zwei Offenbacher nach Karlsruhe: Den Angreifer Gerd Becker sowie den Torhüter Rudolf Wimmer, die er aus seiner Trainertätigkeit beim OFC kannte. Für Kessler bedeutete die Verpflichtung von Wimmer erneut die „Verbannung“ auf die Reservebank. Nachdem sich Wimmer in einem Vorbereitungsspiel einen Finger gebrochen hatte, absolvierte Kessler zwar die ersten elf Ligaspiele, doch obwohl keines davon verloren ging, stellte Baluses nach der Genesung Wimmers diesen anstelle von Kessler auf.
Wimmer glänzte fortan durch hervorragende Leistungen, so dass Siegfried Kessler in den darauffolgenden Jahren nur noch dann zum Zuge kam, wenn sich Rudi Wimmer verletzt hatte. Die einzige längere Serie von Einsätzen hatte Kessler in der Regionalliga-Saison 1971/72, nachdem sich Wimmer im Dezember beim Auswärtsspiel bei 1860 München einen komplizierten Armbruch zugezogen hatte und bis Ende der Saison ausfiel. An einen Weggang aus Karlsruhe dachte der heimatverbundene Kessler jedoch nicht, obwohl ihm Angebote unter anderem von 1860 München und vom 1. FC Nürnberg gemacht wurden.
Nachdem der KSC 1975 nach siebenjähriger Abstinenz wieder in die Bundesliga aufgestiegen war, wurde Rudi Wimmer erneut vom Verletzungspech heimgesucht und fiel zu Beginn der Runde aus. Kessler kam dadurch in der Vorrunde 1975/76 nochmals zu insgesamt zwölf Einsätzen. Er beendete schließlich nach der Saison 1976/77, die Rudi Wimmer verletzungsfrei durchgespielt hatte, so dass er kein einziges Mal einspringen musste, seine Laufbahn als Profifußballer. Kessler trainierte anschließend ein Jahr lang die Amateurmannschaft des KSC, dann verließ er den Verein und trainierte jeweils drei Jahre lang den SV Spielberg und die SpVgg Durlach-Aue, nach zwei weiteren Jahren beim SV Spielberg beendete er schließlich seine Trainertätigkeit.